# 22. zongoraverseny (Mozart)
Wolfgang Amadeus Mozart 22., Esz-dúr zongoraversenye a Köchel-jegyzékben 482 szám alatt szerepel.

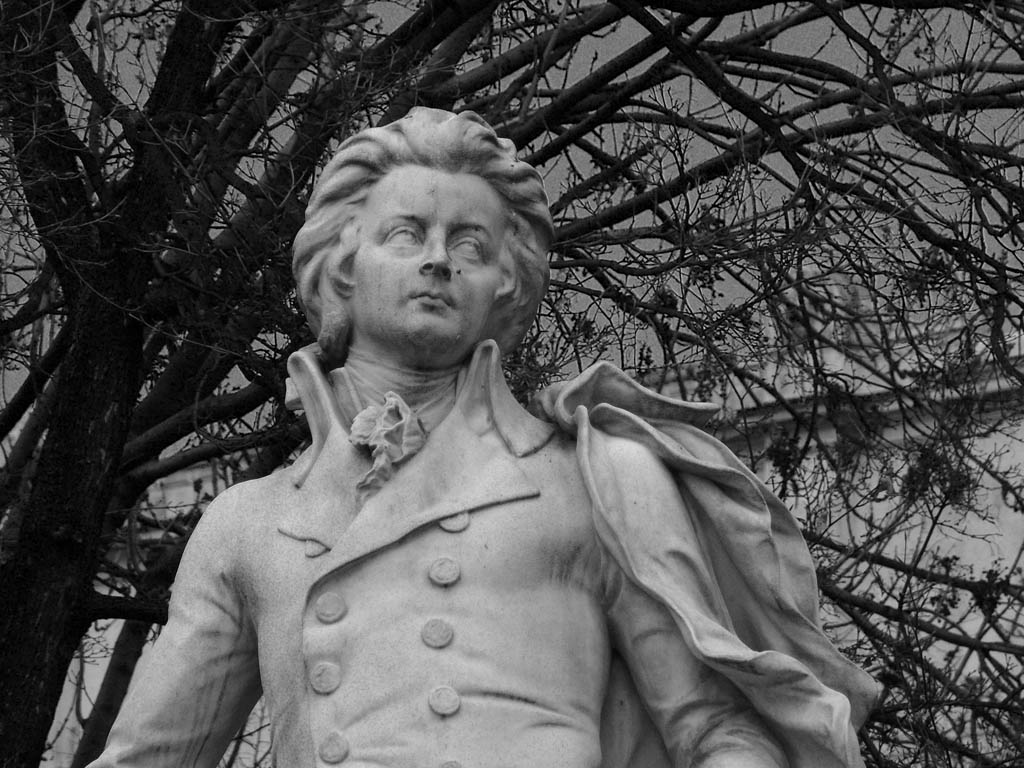

## Keletkezése, története
A mű 1785. december 16-án készült el, és még e hónap végén egy bécsi koncertjén be is mutatta Mozart. A bemutatón olyan nagy volt a siker, hogy a versenymű második tételét meg kellett ismételnie.

## Szerkezete, jellemzői
Tételei:
1. Allegro
2. Andante (c-mollban)
3. Rondo Allegro

Az első tétel hősies tartású indulózene, fiatalos, dallamossága mozgékony.
A lassú tétel c-moll variációsorozat, a tétel mindvégig komoly, tartása szigorú, Gluck operáinak fenségére emlékeztet.
A zárótétel szokatlan szerkezetű: úgy indul, mint a zongoraversenyek rondó-fináléi, majd a tétel középrészében váratlanul egy lírai vallomás jelenik meg, talán mindaz a mondanivaló, amit a zeneszerző a lassú tételben megtagadott önmagától. Utána zavartalanul folytatódik a gondtalan rondótéma.

## Ismertség, előadási gyakoriság
A mű nem tartozik a legismertebb Mozart zongoraversenyek közé. Hangversenyen, hanglemezen, vagy elektronikus médiákban viszonylag ritkán hallgatható darab. 2006-ban, a Mozart-év kapcsán elhangzott a Magyar Rádió Bartók Rádiójának Mozart összes művét bemutató sorozatában, a zongoraszólamot Alfred Brendel játszotta saját kadenciájával, a St. Martin-in-the-Fields Kamarazenekart Neville Marriner vezényelte.